# Briareum
Genre
Briareum est un genre de gorgones.

## Liste des espèces
Selon ITIS (29 janvier 2021) :
- Briareum asbestinum (Pallas, 1766)

Selon World Register of Marine Species (29 janvier 2021) :
- Briareum asbestinum (Pallas, 1766)
- Briareum contortum (Kükenthal, 1906)
- Briareum cylindrum Samimi-Namin & van Ofwegen, 2016
- Briareum hamrum (Gohar, 1948)
- Briareum palmachristi Duchassaing & Michelotti, 1860
- Briareum stechei (Kükenthal, 1908)
- Briareum violaceum (Quoy & Gaimard, 1833)

### Liens externes

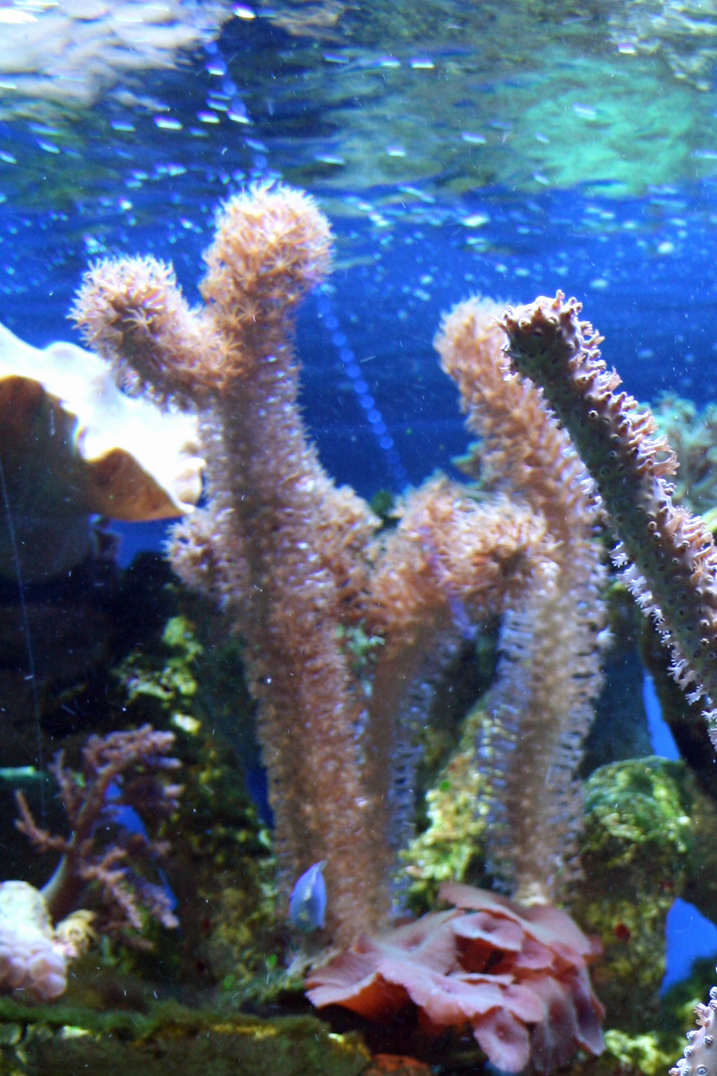
Briareum asbestinum à l'aquarium marin de Prague